# TVP3 Olsztyn
TVP3 Olsztyn — польський регіональний телеканал, регіональна філія суспільного мовника «TVP» з центром мовлення в Ольштині.
Місцеві студії телеканалу є в Ельблонзі та Елку.

## Історія
- 4 липня 1960 року в Ольштині був запущений перший телевізійний передавач (за рік кілька трансляцій, які передували «Telewizja Olsztyn»).
- 31 грудня 1961 року вперше логотип «Telewizja Olsztyn» з'явився на екранах близько тисячі телеприймачів. Між 12.30 та 13.15 транслювалися програми від телевізійної студії Ольштина.
- 1972 року створено телередакцію в Ольштині, яка згодом стала філією «TVP3 Gdańsk».
- У 1970-х рокахтранслювалася передача «Telewizyjny Kurier Olsztyński».
- 1990 року випущено власну різдвяну програму.
- Навесні 1996 року створено філію «TVP Gdańsk» в Ольштині .
- У 1997 споруджено власний редакційний павільйон.
- У квітні 1999 року телеканал заволодів власними приміщеннями площею 300 м², де були розміщені редакційні, технічні кімнати та студія.
- Навесні 2000 року в «Polskie Radio Olsztyn» взято в оренду ділянку для розміщення редакційних та технічних приміщень.
- 21 липня 2000 року о 8.00 вийшов перший випуск програми «Panoramy Warmii i Mazur».
- 28 лютого 2001 року створено Вармінсько-Мазурського регіонального центру TVP SA в Ольштині, підпорядкованого регіональному департаменту в Гданську[1].
- 2004 року телекомпанії присуджено Почесну премія Асоціації журналістів за 2003 рік за програму «Panoramy Warmii i Mazur».
- 1 січня 2005 року згідно з Законом від 2 квітня 2004 року Про внесення змін до Закону про радіо та телебачення, в Ольштині було створено Місцеве відділення TVP SA, що зробило його незалежним від філії в Гданську, внаслідок чого стало окремим суб'єктом регіональної телемережі TVP3[2].
- 28 квітня 2009 року «TVP Olsztyn» призупинив показ програми «Informacje» на один день після того, як режисер Роберт Жлобінський розірвав контракт із компанією, яка готує програми для «TVP Olsztyn». Тоді о 18:00 на «TVP2» з'явився спільний пул з «TVP Info», який транслював прес-конференцію, а о 21:45 на «TVP Info» транслювався «TVP Warszawa»[3][4][5].
- 1 вересня 2013 року «TVP Olsztyn» розпочав мовлення на частотах «TVP Regionalna».
- 2014 року Ольштинська філія польського телебачення отримала другу премію в категорії «Найкраща інформаційна програма» на 21-му огляді та конкурсі місцевих відділень TVP.
- 2 січня 2016 року «TVP3 Olsztyn» розпочав мовлення як складова регіональної групи «TVP3»[5].